# Myoxocephalus tuberculatus
Myoxocephalus tuberculatus е вид лъчеперка от семейство Cottidae.

## Разпространение
Видът е разпространен в Русия (Камчатка, Курилски острови и Сахалин) и Япония (Хокайдо).